# Carolina Casado
Carolina Casado Miguélez (Madrid, España; 1974) es una periodista y presentadora de televisión española.

## Biografía
Tras licenciada en Ciencia de la información, rama de Periodismo, por la Facultad de Ciencias de la Información (Universidad Complutense de Madrid), comenzó a desarrollar su carrera profesional. En verano de 1997 se incorporó a Televisión Española donde ocupó el puesto de becaria en el programa Gente de La 1, a la vez que compaginaba su trabajo durante los fines de semana en la redacción de Informativos Telecinco. En Gente trabajaba en la primera media hora del programa, la que estaba dedicada a los sucesos. El 1 de septiembre de 1997, el programa le encargó hacer un reportaje sobre el accidente de tráfico que había tenido el día anterior Diana de Gales. Desde ese día pasó a trabajar en la siguiente media hora del programa, la dedicada a la crónica social. El 11 de noviembre de 1997, una vez finalizada su beca, Televisión Española la contrató. En Gente trabajó durante diez años.
Vinculada por vía paterna con la localidad segoviana de Nava de la Asunción, mantiene allí una casa a la que acude con regularidad. Dio el pregón de sus fiestas, La Función de la Nava en 2003.
En 2007 pasó a formar parte del programa Corazón, corazón, siendo una de las presentadoras junto a Cristina García Ramos y Jose Toledo. Desde la fusión de este programa el 4 de enero de 2010 con Corazón comenzó a conducirlo los fines de semana a las 14:30 y también para sustituir a Anne Igartiburu o Elena S. Sánchez, en caso de que una de ellas se ausentase. Aparte de presentar el programa, es también redactora del mismo y es especializada en el mundo de la moda
En 2009 realizó una aparición en el especial de Nochevieja de José Mota, Con el vértigo en los talones. La Asociación de Profesionales de Radio y Televisión, decidió entregarle en 2010 por su trayectoria en televisión el premio «Antena de Plata 2009».
Entre 2014 y 2016 y desde 2019 participa en la Gala Inocente, Inocente como presentadora desde el call center.
El 10 de mayo de 2014 fue portavoz de España a la hora de dar las puntuaciones del Festival de la Canción de Eurovisión 2014. Durante su intervención se produjo un largo silencio que la presentadora atribuyó a "motivos técnicos".
En Nochevieja de 2014 intervino en el especial de Nochevieja de José Mota, Un país de cuento.
En 2014 y desde 2016 participa en Telepasión y en 2016 aparece en la segunda temporada de José Mota presenta.... En 2018 participó en el especial de Nochevieja de José Mota, Retratos salvajes.